# Joseph Graetz (Musiker)
Joseph Graetz (* 2. Dezember 1760 in Vohburg an der Donau; † 17. Juli 1826 in München) war ein deutscher Organist, Komponist und Musikpädagoge.
Graetz studierte in Ingolstadt Rechtswissenschaften und wirkte gleichzeitig als Organist an einer der Pfarrkirchen. Nachdem er ein Jahr am Landgericht Vohburg tätig gewesen war, gab er das Dasein als Jurist auf und widmete sich fortan ausschließlich der Musik. In Salzburg studierte er bei Michael Haydn Kontrapunkt und Komposition. Darauf folgte ein einjähriger Studienaufenthalt bei Ferdinando Bertoni in Venedig. Ab 1788 lebte er in München, wo er bis zu seinem Tode ein geschätzter Musikpädagoge blieb. Ihm wurde ehrenhalber der Titel eines Hofklaviermeisters verliehen, obwohl er offenbar nie öffentlich als Pianist auftrat.
Um 1790 entstanden aus seiner Feder die Operette Das Gespenst mit der Trommel sowie die Oper Adelheid von Veltheim.
Er war Lehrer u. a. von Peter Joseph von Lindpaintner und Caspar Ett.
Die Vollständige Sammlung der besten alten und neuen Melodien zum allgemeinen Gebrauche bey öffentlichen Gottesverehrungen nach Anleitung des katholischen Gesangbuches, München 1812 ff., enthält einige von ihm komponierte Melodien, darunter eine zu Tauet, Himmel, den Gerechten (KG Nr. 303, GL 1975 Berlin Nr. 801) und die des Allerheiligenliedes Droben in des Himmels Höhen (GL Trier Nr. 881), die ursprünglich zu dem Osterlied Singt dem Herrn! singt frohe Psalmen! (auf einen Text von Klopstock) gehörte.